# Каблешково (Кырджалийская область)
Каблешково (болг. Каблешково) — село в Болгарии. Находится в Кырджалийской области, входит в общину Черноочене. Население составляет 199 человек.

## Политическая ситуация
В местном кметстве Железник, в состав которого входит Каблешково, должность кмета (старосты) исполняет Байрам Мюмюн Мустафа (Движение за права и свободы (ДПС)) по результатам выборов.
Кмет (мэр) общины Черноочене — Айдын Ариф Осман (Движение за права и свободы (ДПС)) по результатам выборов.